# Каркамиш
Гребля Каркамиш (тур. Karkamış Barajı) — одна з 21 гребель, споруджених у Туреччині на річці Євфрат в межах проєкту Південно-Східна Анатолія. Була закладена в 1996 році, за 4,5 км від Сирійського кордону та введена у експлуатаію 2000. ГЕС має встановлену потужність 189 МВт.
Будівництво було завершено у 1999 р. Гребля (заввишки понад 20 м і завдовжки - 608 м) і ГЕС (6 турбін загальною потужністю 180 МВт, виробництво електроенергії — 652 млн. кВт·год) Гребля Каркамиш споруджена в однойменному містечку в 33 км від греблі Биреджик. Площа водосховища становить майже 30 км². Вартість проекту, здійсненого консорціумом австрійських і турецьких фірм, склала 175 млн. дол. США.

## Дивись також
- Каскад ГЕС на Євфраті
- Водосховище Каркамиш
- Проект розвитку Південно-Східної Анатолії

## Ресурси Інтернету
- State Hydraulic Works (DSİ), Turkey. General information on Karkamış Dam, Turkey. Архів оригіналу за 2 липня 2014. Процитовано 4 березня 2009.
- www.un.org.tr/undp/Gap.htm - United Nations  Southeast Anatolia Sustainable Human Development Program (GAP)
- www.gapturkiye.gen.tr/english/current.html Current status of GAP as of June 2000
- www.ecgd.gov.uk Data sheet
- www.gap.gov.tr - Official GAP web site [Архівовано 1 травня 2012 у Wayback Machine.]